# Bittacus pignatellii
Bittacus pignatellii är en näbbsländeart som beskrevs av Navás 1932. Bittacus pignatellii ingår i släktet Bittacus och familjen styltsländor. Inga underarter finns listade i Catalogue of Life.